# Lijst van voetbalinterlands Engeland - Noorwegen
Deze lijst van voetbalinterlands is een overzicht van alle officiële voetbalwedstrijden tussen de nationale teams van Engeland en Noorwegen. De landen hebben tot op heden twaalf keer tegen elkaar gespeeld. De eerste ontmoeting was een vriendschappelijke wedstrijd in Oslo op 14 mei 1937. Het laatste duel, eveneens een vriendschappelijke wedstrijd, vond plaats op 3 september 2014 in Londen.

## Wedstrijden
| №  | Plaats    | Datum             | Competitie           | Wedstrijd            | Uitslag |
| -- | --------- | ----------------- | -------------------- | -------------------- | ------- |
| 1  | Oslo      | 14 mei 1937       | Vriendschappelijk    | Noorwegen − Engeland | 0 − 6   |
| 2  | Newcastle | 9 november 1938   | Vriendschappelijk    | Engeland − Noorwegen | 4 − 0   |
| 3  | Oslo      | 18 mei 1949       | Vriendschappelijk    | Noorwegen − Engeland | 1 − 4   |
| 4  | Oslo      | 29 juni 1966      | Vriendschappelijk    | Noorwegen − Engeland | 1 − 6   |
| 5  | Londen    | 10 september 1980 | WK 1982 kwalificatie | Engeland − Noorwegen | 4 − 0   |
| 6  | Oslo      | 9 september 1981  | WK 1982 kwalificatie | Noorwegen − Engeland | 2 − 1   |
| 7  | Londen    | 14 oktober 1992   | WK 1994 kwalificatie | Engeland − Noorwegen | 1 − 1   |
| 8  | Oslo      | 2 juni 1993       | WK 1994 kwalificatie | Noorwegen − Engeland | 2 − 0   |
| 9  | Londen    | 22 mei 1994       | Vriendschappelijk    | Engeland − Noorwegen | 0 − 0   |
| 10 | Oslo      | 11 oktober 1995   | Vriendschappelijk    | Noorwegen − Engeland | 0 − 0   |
| 11 | Oslo      | 26 mei 2012       | Vriendschappelijk    | Noorwegen − Engeland | 0 − 1   |
| 12 | Londen    | 3 september 2014  | Vriendschappelijk    | Engeland − Noorwegen | 1 − 0   |

## Samenvatting
| Competitie        | Totaal gespeeld | Winst Engeland | Gelijk | Winst Noorwegen | Doelsaldo Engeland – Noorwegen |
| ----------------- | --------------- | -------------- | ------ | --------------- | ------------------------------ |
| WK-kwalificatie   | 4               | 1              | 1      | 2               | 6 − 5                          |
| Vriendschappelijk | 8               | 6              | 2      | 0               | 22 − 2                         |
| Totaal            | 12              | 7              | 3      | 2               | 28 − 7                         |

Wedstrijden bepaald door strafschoppen worden, in lijn met de FIFA, als een gelijkspel gerekend.

## Details

### Vijfde ontmoeting
| WK 1982 kwalificatie (Londen, Verenigd Koninkrijk, 10 september 1980):            |       |           |
| Engeland                                                                          | 4 – 0 | Noorwegen |
| Terry McDermott 32' Tony Woodcock 68' Terry McDermott 77' (pen.) Paul Mariner 85' | goals |           |
| - Debuut van Eric Gates (Ipswich Town) en Graham Rix (Arsenal) voor Engeland.     |       |           |

### Zesde ontmoeting
| WK 1982 kwalificatie (Oslo, Noorwegen, 9 september 1981): |       |                  |
| Noorwegen                                                 | 2 – 1 | Engeland         |
| Roger Albertsen 35' Hallvar Thoresen 41'                  | goals | 15' Bryan Robson |

### Zevende ontmoeting
| WK 1994 kwalificatie (Londen, Verenigd Koninkrijk, 14 oktober 1992): |       |                   |
| Engeland                                                             | 1 – 1 | Noorwegen         |
| David Platt 56'                                                      | goals | 77' Kjetil Rekdal |

### Achtste ontmoeting
| WK 1994 kwalificatie (Oslo, Noorwegen, 2 juni 1993): |              | |
| Noorwegen | 2 – 0        | Engeland |
| Øyvind Leonhardsen 42' Lars Bohinen 48' | goals        | |
| Egil Olsen | bondscoach   | Graham Taylor |
| Erik Thorstvedt Gunnar Halle Tore Pedersen Rune Bratseth 82' Stig Inge Bjørnebye Erik Mykland Kjetil Rekdal Lars Bohinen Øyvind Leonhardsen Jostein Flo Jan Åge Fjørtoft 57' | opstellingen | Chris Woods Lee Dixon Gary Pallister Tony Adams 63' Des Walker Carlton Palmer David Platt Lee Sharpe Paul Gascoigne Les Ferdinand 46' Teddy Sheringham |
| Gøran Sørloth 57' Roger Nilsen 82' | wissels      | 46' Ian Wright 63' Nigel Clough |
| Gunnar Halle 61' | gele kaarten | |

### Negende ontmoeting
| Vriendschappelijk (Londen, Verenigd Koninkrijk, 22 mei 1994): |       |           |
| Engeland                                                      | 0 – 0 | Noorwegen |
|                                                               | goals |           |

### Twaalfde ontmoeting
| Vriendschappelijk (Londen, Verenigd Koninkrijk, 3 september 2014):                       |       |           |
| Engeland                                                                                 | 1 – 0 | Noorwegen |
| Wayne Rooney 68' (pen.)                                                                  | goals |           |
| - Debuut van Calum Chambers (Arsenal FC) en Fabian Delph (Aston Villa FC) voor Engeland. |       |           |

FA · A-internationals · Selecties · Bondscoaches · Engels vrouwenelftal · Brits olympisch elftal · Engeland -21 · Engeland -20 · Engeland -19 · Engeland -18 · Engeland -17 · Engeland -16 · Vrouwen -17
1872 – 1899 ·
1900 – 1919 ·
1920 – 1929 ·
1930 – 1939 ·
1940 – 1949 ·
1950 – 1959 ·
1960 – 1969 ·
1970 – 1979 ·
1980 – 1989 ·
1990 – 1999 ·
2000 – 2009 ·
2010 – 2019 ·
2020 − 2029
EK's: 1968 ·
1980 ·
1988 ·
1992 ·
1996 ·
2000 ·
2004 ·
2012 · 
2016 · 
2020 · 
2024
WK's: 1950 ·
1954 ·
1958 ·
1962 ·
1966 ·
1970 ·
1982 ·
1986 ·
1990 ·
1998 ·
2002 ·
2006 ·
2010 ·
2014 ·
2018 · 
2022
Albanië ·
Algerije ·
Andorra ·
Argentinië ·
Australië ·
Azerbeidzjan ·
België ·
Bosnië en Herzegovina ·
Brazilië ·
Bulgarije ·
Canada ·
Chili ·
China ·
Colombia ·
Costa Rica ·
Cyprus ·
Denemarken ·
DDR · 
Duitsland ·
Ecuador ·
Egypte ·
Estland ·
Finland ·
Frankrijk ·
Georgië ·
Ghana ·
GOS ·
Griekenland ·
Honduras ·
Hongarije ·
Ierland ·
IJsland · 
Iran ·
Israël ·
Italië ·
Ivoorkust ·
Jamaica ·
Japan ·
Joegoslavië ·
Kameroen ·
Kazachstan ·
Koeweit ·
Kosovo ·
Kroatië ·
Liechtenstein ·
Litouwen ·
Luxemburg ·
Maleisië ·
Malta ·
Marokko ·
Mexico ·
Moldavië ·
Montenegro ·
Nederland ·
Nieuw-Zeeland ·
Nigeria ·
Noord-Ierland ·
Noord-Macedonië ·
Noorwegen ·
Oekraïne ·
Oostenrijk ·
Panama · 
Paraguay ·
Peru · 
Polen ·
Portugal ·
Roemenië ·
Rusland ·
San Marino · 
Saoedi-Arabië ·
Schotland ·
Senegal ·
Servië ·
Servië en Montenegro · 
Slovenië ·
Slowakije ·
Sovjet-Unie ·
Spanje ·
Trinidad en Tobago ·
Tsjechië ·
Tsjecho-Slowakije ·
Tunesië ·
Turkije ·
Uruguay ·
Verenigde Staten ·
Wales ·
Wit-Rusland ·
Zuid-Afrika ·
Zuid-Korea ·
Zweden ·
Zwitserland
Algerije (2010) · 
Argentinië (1986) · 
Argentinië (1998) · 
Argentinië (2002) · 
België (1990) · 
België (2018, 1) · 
België (2018, 2) · 
Brazilië (2002) · 
Colombia (1998) ·
Colombia (2018) ·
Costa Rica (2014) ·
Denemarken (2002) ·
Denemarken (2021) · 
Duitsland (2000) ·
Duitsland (2010) ·
Duitsland (2021) ·
Ecuador (2006) ·
Egypte (1990) ·
Frankrijk (1982) ·
Frankrijk (2012) ·
Frankrijk (2022) ·
Ierland (1990) · 
IJsland (2016) ·
Italië (1990) · 
Italië (2012) · 
Italië (2014) · 
Italië (2021) · 
Kameroen (1990) · 
Koeweit (1982) · 
Kroatië (2018) ·
Kroatië (2021) · 
Marokko (1986) · 
Nederland (1990) · 
Nigeria (2002) · 
Oekraïne (2012) · 
Oekraïne (2021) ·
Panama (2018) · 
Paraguay (1986) · 
Paraguay (2006) · 
Polen (1986) · 
Portugal (1986) · 
Portugal (2000) · 
Portugal (2006) · 
Roemenië (1998) ·
Roemenië (2000) ·
Rusland (2016) ·
Schotland (2021) ·
Senegal (2022) ·
Slovenië (2010) ·
Slowakije (2016) ·
Spanje (1982) ·
Spanje (2024) ·
Trinidad en Tobago (2006) ·
Tsjechië (2021) ·
Tsjecho-Slowakije (1982) ·
Tunesië (1998) ·
Tunesië (2018) ·
Uruguay (2014) ·
Verenigde Staten (2010) ·
Wales (2016) · 
West-Duitsland (1966) ·
West-Duitsland (1982) ·
West-Duitsland (1990) ·
Zweden (2002) ·
Zweden (2006) · 
Zweden (2012)
NFF · A-internationals · Selecties · Bondscoaches · Noors vrouwenelftal · Olympisch elftal · Noorwegen U21 · Noorwegen U20 · Noorwegen U19 · Noorwegen U18 · Noorwegen U17 · Noorwegen U16 · Vrouwen U17
1908 – 1919 ·
1920 – 1929 ·
1930 – 1939 ·
1940 – 1949 ·
1950 – 1959 ·
1960 – 1969 ·
1970 – 1979 ·
1980 – 1989 ·
1990 – 1999 ·
2000 – 2009 ·
2010 – 2019 ·
2020 − 2029
EK 2000
WK 1938 ·
WK 1994 ·
WK 1998
OS 1912 · 
OS 1920 · 
OS 1936 · 
OS 1952 · 
OS 1984
1908 ·
1909 ·
1910 ·
1911 ·
1912 · 
1913 · 
1914 · 
1915 · 
1916 · 
1917 · 
1918 · 
1919 · 
1920 · 
1921 · 
1922 · 
1923 · 
1924 · 
1925 · 
1926 · 
1927 · 
1928 · 
1929 · 
1930 · 
1931 · 
1932 · 
1933 · 
1934 · 
1935 · 
1936 · 
1937 · 
1938 · 
1939 · 
1940 – 1944 · 
1945 · 
1946 · 
1947 · 
1948 · 
1949 · 
1950 · 
1952 · 
1952 · 
1953 · 
1954 · 
1955 · 
1956 · 
1957 · 
1958 · 
1959 · 
1960 · 
1961 · 
1962 · 
1963 · 
1964 · 
1965 · 
1966 · 
1967 · 
1968 · 
1969 · 
1970 · 
1971 · 
1972 · 
1973 · 
1974 · 
1975 · 
1976 · 
1977 · 
1978 · 
1979 · 
1980 · 
1981 · 
1982 · 
1983 · 
1984 · 
1985 · 
1986 · 
1987 · 
1988 · 
1989 · 
1990 ·
1991 · 
1992 · 
1993 · 
1994 · 
1995 · 
1996 · 
1997 · 
1998 · 
1999 · 
2000 · 
2001 · 
2002 · 
2003 · 
2004 · 
2005 · 
2006 · 
2007 · 
2008 · 
2009 · 
2010 · 
2011 · 
2012 · 
2013 · 
2014 · 
2015 · 
2016 · 
2017 · 
2018 ·
2019 ·
2020 ·
2021 ·
2022 ·
2023 ·
2024
Albanië ·
Argentinië ·
Armenië ·
Australië ·
Azerbeidzjan ·
Bahrein ·
België ·
Bermuda ·
Bosnië en Herzegovina ·
Brazilië ·
Bulgarije ·
China ·
Colombia ·
Costa Rica ·
Cyprus ·
Denemarken ·
DDR ·
Duitsland ·
Egypte ·
Engeland ·
Estland ·
Faeröer ·
Finland ·
Frankrijk ·
Georgië ·
Ghana ·
Gibraltar ·
Grenada ·
Griekenland ·
Guatemala ·
Honduras ·
Hongarije ·
Hongkong ·
Ierland ·
IJsland ·
Israël ·
Italië ·
Jamaica ·
Japan ·
Joegoslavië ·
Jordanië ·
Kameroen ·
Kazachstan ·
Koeweit ·
Kosovo ·
Kroatië ·
Letland ·
Litouwen ·
Luxemburg ·
Malta ·
Marokko ·
Mexico ·
Moldavië ·
Montenegro ·
Nederland ·
Nieuw-Zeeland ·
Nigeria ·
Noord-Ierland ·
Noord-Korea ·
Noord-Macedonië ·
Oekraïne ·
Oman ·
Oostenrijk ·
Panama ·
Paraguay ·
Polen ·
Portugal ·
Qatar ·
Roemenië ·
Rusland ·
Saarland ·
San Marino ·
Saoedi-Arabië ·
Schotland ·
Senegal ·
Servië ·
Servië en Montenegro ·
Singapore ·
Slovenië ·
Slowakije ·
Sovjet-Unie ·
Spanje ·
Thailand ·
Trinidad en Tobago ·
Tsjechië ·
Tsjecho-Slowakije ·
Tunesië ·
Turkije ·
Uruguay ·
Verenigde Arabische Emiraten ·
Verenigde Staten ·
Verenigd Koninkrijk ·
Wales ·
Wit-Rusland ·
Zuid-Afrika ·
Zuid-Korea ·
Zweden ·
Zwitserland